# 1883 a tudományban
Az 1883. év a tudományban és a technikában.

## Kémia
- Svante August Arrhenius svéd kémikus első formájában publikálja ionelméletét[1] (vagy 1884-ben),[2] melyet később részletesen kidolgozott

## Biológia
- Robert Koch német orvos elkülöníti a kolera bacilusát

## Születések
- április 19. – Richard von Mises matematikus, fizikus, filozófus († 1953)
- szeptember 1. – Gsell János magyar vegyész és orvos († 1958)
- október 8. – Otto Heinrich Warburg német biokémikus, a sejtlégzés terén elért kiemelkedő eredményeiért fiziológiai és orvostudományi Nobel-díjat kapott († 1970)
- október 26. – Zemplén Géza magyar vegyész, a szerves kémia professzora († 1956)
- december 4. – Szergej Ivanovics Beljavszkij orosz, szovjet csillagász († 1953)

## Halálozások
- június 26. – Edward Sabine brit csillagász, fizikus, felfedező (* 1788)
- augusztus 28. – Petzval Ottó magyar mérnök-matematikus, egyetemi tanár, az MTA tagja (* 1809)